# Brú na Bóinne
Brú na Bóinne je oblast vzdálená asi 8 km od města Drogheda, v hrabství Meath v Irsku, která je známá pro své megalitické památky. Nachází se zde zejména hrobky (Newgrange, Knowth a Dowth) a množství menhirů, jejich počátky spadají do neolitického období, pravděpodobně do 4. tisíciletí př. n. l.
Od roku 1993 jsou zdejší starobylé památky v čele s hrobkou Newgrange součástí světového dědictví UNESCO.